# Coefficient d'activité moyen
 (décembre 2024).
Si vous disposez d'ouvrages ou d'articles de référence ou si vous connaissez des sites web de qualité traitant du thème abordé ici, merci de compléter l'article en donnant les références utiles à sa vérifiabilité et en les liant à la section « Notes et références ».
 (décembre 2024).
En thermodynamique, un coefficient d'activité qui décrit l'écart d'un mélange de substances chimiques par rapport au comportement idéal. Dans un mélange de gaz parfaits les interactions microscopiques entre chaque paire d'espèces chimiques sont identiques, et alors le changement d'enthalpie de solution ainsi que le changement de volume de solution sont nuls. En conséquence, les propriétés des mélanges peuvent être exprimées de façon simple en fonction des concentrations ou des pressions partielles des substances en présence, par exemple de la loi de Raoult. Les écarts de cette idéalité sont décrits en multipliant chaque concentration par un ̽coefficient d'activité. Le produit de la concentration d'une espèce et de son coefficient d'activité est son activité chimique.
De même, la description thermodynamique d'un gaz (soit pur, soit dans un mélange des gaz) peut être ajustée pour tenir compte de la non-idéalité en multipliant la pression partielle par un coefficient de fugacité pour obtenir la fugacité du gaz.

## Solutions ioniques
La connaissance des coefficients d'activité est très importante dans l'étude de l'électrochimie, parce que le comportement des solutions électrolytes est souvent bien non-idéal, même à concentrations faibles, à cause des effets de l'atmosphère ionique.
Dans une solution ionique le coefficient d'activité d'un ion seul (ex : Ca2+...) n'est pas mesurable car il est expérimentalement impossible de mesurer indépendamment le potentiel électrochimique de chaque ion en solution.
C'est pourquoi on introduit la notion de coefficient d'activité moyen. Le coefficient d'activité moyen d'une solution est noté {\displaystyle {\overline {\gamma }}\,\!}. Pour un électrolyte de type {\displaystyle A_{\nu _{+}}B_{\nu _{-}}\,\!}, il est égal à :
Où : 
- {\displaystyle \nu _{+}} est le nombre total de moles de cations par mole de solution
- {\displaystyle \nu _{-}} est le nombre total de moles d'anions par mole de solution
- {\displaystyle \nu =\nu _{+}+\nu _{-}} est le nombre total de moles d'ions par mole de solution

Le coefficient d'activité moyen est souvent déterminé à partir de la force ionique, à l'aide de la théorie de Debye-Hückel.